# Pływanie na Mistrzostwach Świata w Pływaniu 2017 – 400 m stylem dowolnym kobiet
400 m stylem dowolnym kobiet – jedna z konkurencji, które odbyła się podczas Mistrzostw Świata w Pływaniu 2017. Eliminacje i finał miały miejsce 23 lipca.
Mistrzynią świata po raz trzeci z rzędu została Amerykanka Katie Ledecky, która czasem 3:58,34 ustanowiła rekord mistrzostw. Srebrny medal zdobyła rodaczka Ledecky, Leah Smith (4:01,54). Brąz wywalczyła Chinka Li Bingjie (4:03,25).

## Rekordy
Przed zawodami rekordy świata i mistrzostw wyglądały następująco:
| Rekord                   | Zawodniczka   | Czas    | Miejsce        | Data             |       |
| ------------------------ | ------------- | ------- | -------------- | ---------------- | ----- |
| Rekord świata            | Katie Ledecky | 3:56,46 | Rio de Janeiro | 7 sierpnia 2016  | [ 1 ] |
| Rekord mistrzostw świata | Katie Ledecky | 3:59,13 | Kazań          | 2 sierpnia 2015  | [ 2 ] |
| Rekord świata juniorek   | Katie Ledecky | 3:58,37 | Gold Coast     | 23 sierpnia 2014 | [ 3 ] |

W trakcie zawodów ustanowiono następujące rekordy:
| Data     | Etap konkurencji | Zawodniczka   | Czas    | Rekord |
| -------- | ---------------- | ------------- | ------- | ------ |
| 23 lipca | eliminacje       | Katie Ledecky | 3:59,06 | CR     |
| 23 lipca | finał            | Katie Ledecky | 3:58,34 | CR     |

Legenda: CR – rekord mistrzostw świata

## Liderki światowego rankingu
W tabeli umieszczono zawodniczki z najlepszymi rezultatami uzyskanymi w 2017 r. do dnia rozpoczęcia mistrzostw świata.
| Poz. | Zawodniczka     | Państwo           | Czas    | Miasto              | Data        |
| ---- | --------------- | ----------------- | ------- | ------------------- | ----------- |
| 1.   | Katie Ledecky   | Stany Zjednoczone | 3:58,44 | Indianapolis        | 30 czerwca  |
| 2.   | Li Bingjie      | Chiny             | 4:02,52 | Qingdao             | 10 kwietnia |
| 3.   | Leah Smith      | Stany Zjednoczone | 4:03,77 | Indianapolis        | 30 czerwca  |
| 4.   | Ariarne Titmus  | Australia         | 4:04,82 | Brisbane            | 13 kwietnia |
| 5.   | Mireia Belmonte | Hiszpania         | 4:05,76 | Barcelona           | 14 czerwca  |
| 6.   | Boglárka Kapás  | Węgry             | 4:06,05 | Rzym                | 23 czerwca  |
| 7.   | Zhang Yuhan     | Chiny             | 4:06,19 | Qingdao             | 10 kwietnia |
| 8.   | Holly Hibbott   | Wielka Brytania   | 4:06,37 | Sheffield           | 22 kwietnia |
| 9.   | Ajna Késely     | Węgry             | 4:06,42 | Canet-en-Roussillon | 18 czerwca  |
| 10.  | Sarah Köhler    | Niemcy            | 4:06,72 | Sztokholm           | 10 kwietnia |

## Wyniki

### Eliminacje
Eliminacje rozpoczęły się o 10:52.
| Miejsce | Wyścig | Tor | Zawodniczka                 | Państwo                  | Czas      | Uwagi |
| ------- | ------ | --- | --------------------------- | ------------------------ | --------- | ----- |
| 1.      | 4      | 4   | Katie Ledecky               | Stany Zjednoczone        | 3:59,06   | Q, CR |
| 2.      | 3      | 4   | Leah Smith                  | Stany Zjednoczone        | 4:02,00   | Q     |
| 3.      | 4      | 3   | Ariarne Titmus              | Australia                | 4:04,26   | Q     |
| 4.      | 3      | 5   | Li Bingjie                  | Chiny                    | 4:04,94   | Q     |
| 5.      | 4      | 5   | Boglárka Kapás              | Węgry                    | 4:05,93   | Q     |
| 6.      | 4      | 6   | Zhang Yuhan                 | Chiny                    | 4:06,21   | Q     |
| 7.      | 4      | 7   | Wieronika Popowa            | Rosja                    | 4:06,40   | Q     |
| 8.      | 3      | 2   | Ajna Késely                 | Węgry                    | 4:06,48   | Q     |
| 9.      | 3      | 6   | Anja Klinar                 | Słowenia                 | 4:07,75   |       |
| 10.     | 3      | 3   | Mireia Belmonte             | Hiszpania                | 4:09,55   |       |
| 11.     | 4      | 0   | Mary-Sophie Harvey          | Kanada                   | 4:09,74   |       |
| 12.     | 4      | 8   | Mackenzie Padington         | Kanada                   | 4:09,88   |       |
| 13.     | 2      | 4   | Diana Duraes                | Portugalia               | 4:10,07   | NR    |
| 14.     | 3      | 8   | Joanna Maranhão             | Brazylia                 | 4:11,06   |       |
| 15.     | 4      | 2   | Holly Hibbott               | Wielka Brytania          | 4:12,77   |       |
| 16.     | 3      | 0   | Leah Neale                  | Australia                | 4:13,38   |       |
| 17.     | 2      | 1   | Barbora Závadová            | Czechy                   | 4:13,85   |       |
| 18.     | 4      | 9   | Lee Ea-sop                  | Korea Południowa         | 4:13,94   |       |
| 19.     | 3      | 1   | Arina Opionyszewa           | Rosja                    | 4:15,45   |       |
| 20.     | 3      | 9   | Julia Hassler               | Liechtenstein            | 4:17,05   |       |
| 21.     | 3      | 7   | Andreina Pinto              | Wenezuela                | 4:17,46   |       |
| 22.     | 2      | 5   | Monique Olivier             | Luksemburg               | 4:18,04   |       |
| 23.     | 2      | 9   | Marina Hansen               | Dania                    | 4:18,86   |       |
| 24.     | 2      | 7   | Nicole Oliva                | Filipiny                 | 4:19,23   |       |
| 25.     | 2      | 6   | Helena Moreno               | Kostaryka                | 4:19,27   |       |
| 26.     | 2      | 2   | Sze Hang Yu                 | Hongkong                 | 4:20,57   |       |
| 27.     | 2      | 3   | Kate Beavon                 | Południowa Afryka        | 4:20,82   |       |
| 28.     | 2      | 0   | Hania Moro                  | Egipt                    | 4:21,67   |       |
| 29.     | 2      | 8   | Ressa Dewi                  | Indonezja                | 4:24,05   |       |
| 30.     | 1      | 3   | Gabriella Doueihy           | Liban                    | 4:25,34   |       |
| 31.     | 1      | 1   | Talita Te Flan              | Wybrzeże Kości Słoniowej | 4:26,72   | NR    |
| 32.     | 1      | 5   | Sudthirak Watcharabusaracum | Tajlandia                | 4:30,96   |       |
| 33.     | 1      | 4   | Daniella van den Berg       | Aruba                    | 4:32,09   |       |
| 34.     | 1      | 6   | Hannah Gill                 | Barbados                 | 4:42,55   |       |
| 35.     | 1      | 7   | Ishani Senanyake            | Sri Lanka                | 4:45,48   |       |
| 36.     | 1      | 2   | Victoria Chentsova          | Mariany Północne         | 4:47,15   |       |
| 37. !   | 4      | 1   | Nguyễn Thị Ánh Viên         | Wietnam                  | 9:99,99 ! | DNS   |

### Finał
Finał odbył się o 18:03.
| Miejsce | Tor | Zawodniczka      | Państwo           | Czas    | Uwagi |
| ------- | --- | ---------------- | ----------------- | ------- | ----- |
| 1. !    | 4   | Katie Ledecky    | Stany Zjednoczone | 3:58,34 | CR    |
| 2. !    | 5   | Leah Smith       | Stany Zjednoczone | 4:01,54 |       |
| 3. !    | 6   | Li Bingjie       | Chiny             | 4:03,25 |       |
| 4.      | 3   | Ariarne Titmus   | Australia         | 4:04,26 |       |
| 5.      | 2   | Boglárka Kapás   | Węgry             | 4:04,77 |       |
| 6.      | 8   | Ajna Késely      | Węgry             | 4:05,75 |       |
| 7.      | 7   | Zhang Yuhan      | Chiny             | 4:06,03 |       |
| 8.      | 1   | Wieronika Popowa | Rosja             | 4:07,59 |       |